# Medoševac (Crveni krst)
Pour les articles homonymes, voir Medoševac.
Medoševac (en serbe cyrillique : Медошевац) est une localité de Serbie située dans la municipalité de Crveni krst et sur le territoire de la ville de Niš, district de Nišava. Au recensement de 2011, elle comptait 2 641 habitants.
Medoševac est officiellement classé parmi les villages de Serbie.

## Démographie

### Évolution historique de la population
| 1948 | 1953  | 1961  | 1971  | 1981  | 1991  | 2002  | 2011  |
| ---- | ----- | ----- | ----- | ----- | ----- | ----- | ----- |
| 902  | 1 024 | 1 777 | 2 419 | 2 608 | 2 564 | 2 704 | 2 641 |

|  |